# Javatesia
Javatesia (Tesia superciliaris) är en fågel i familjen cettior inom ordningen tättingar.

## Utseende och läte
Javatesian är en mycket liten och kortstjärtad fågel. Fjäderdräkten är olivbrun, med grått på huvud och bröst. I ansiktet syns ett tydligt svart streck genom ögat. Sången består av en blandad serie med vackra ljusa toner. Lätet är en torr skallrande drill.

## Utbredning och systematik
Javatesian förekommer i bergskogar på Java. Den behandlas som monotypisk, det vill säga att den inte delas in i några underarter.

### Familjetillhörighet
Javatesian placerades tidigare i den stora familjen sångare (Sylviidae). DNA-studier har dock visat att arterna i familjen inte är varandras närmaste släktingar och har därför delats upp i ett antal mindre familjer. Javatesian med släktingar förs idag till familjen cettior (Cettiidae eller Scotocercidae) som är nära släkt med den likaledes utbrytna familjen lövsångare (Phylloscopidae) men också med familjen stjärtmesar (Aegithalidae). Även de två afrikanska hyliorna, numera urskilda i egna familjen Hyliidae, anses höra till gruppen.

## Levnadssätt
Javatesian hittas i bergsskogar, där den föredrar områden med tät och snårig undervegetation. Fågeln håller till på eller nära marken där den aktivt nästan studsar runt. På grund av dess lilla storlek och täta levnadsmiljö kan den vara mycket svår att få syn på och upptäckts lättast via lätena.

### Häckning
Arten häckar mellan april och juni samt oktober–december. Det bollformade boet placeras lågt i tät vegetation. Där lägger den två ägg.

## Status
Arten har ett begränsat utbredningsområde, men beståndet anses vara stabilt. IUCN kategoriserar arten som livskraftig.

## Namn
Tesia kommer från nepalesiska namnet Tisi för gråbröstad tesia.